# Chất nền xương
Chất nền xương (Bone matrix) là thành phần gian bào của mô xương, được tạo ra chủ yếu bởi nguyên bào xương (osteoblast). Đây là cấu trúc cơ bản giúp xương có tính cứng chắc, đồng thời duy trì độ đàn hồi cần thiết.

## Thành phần
Chất nền xương gồm hai phần chính:  
- Thành phần hữu cơ (~30–35%): chủ yếu là collagen typ I và một số protein không collagen như osteocalcin, osteonectin, proteoglycan.
- Thành phần vô cơ (~65–70%): chủ yếu là các tinh thể hydroxyapatit \((Ca_{10}(PO_4)_6(OH)_2)\), chứa canxi, phosphat và một số ion khác (Mg²⁺, Na⁺, K⁺).

## Cấu trúc
- Chất nền hữu cơ (osteoid): do nguyên bào xương tiết ra, cung cấp tính đàn hồi và khả năng chịu kéo.
- Chất nền vô cơ (khoáng chất): lắng đọng trong osteoid, cung cấp độ cứng và khả năng chịu nén.

## Chức năng
- Tạo khung nâng đỡ cho tế bào xương (tạo cốt bào, tế bào xương, hủy cốt bào).
- Đảm bảo tính bền vững cơ học của xương (chịu lực, chịu nén, chịu kéo).
- Dự trữ và điều hòa các khoáng chất quan trọng như canxi và phosphat.
- Góp phần vào quá trình tái tạo xương và sửa chữa sau chấn thương.

## Quá trình hình thành
1. Nguyên bào xương tiết collagen typ I và chất nền hữu cơ.  
2. Osteoid được khoáng hóa nhờ lắng đọng hydroxyapatit.  
3. Chất nền xương hoàn chỉnh hình thành, gắn kết chặt chẽ trong cấu trúc Havers và Volkmann.  

## Bệnh lý liên quan
- Loãng xương: giảm mật độ và chất lượng chất nền.
- Còi xương/nhuyễn xương: osteoid không khoáng hóa đầy đủ do thiếu vitamin D.
- Tạo xương bất thường (osteopetrosis, loạn sản xương): do rối loạn cân bằng tạo và hủy chất nền.